# جامعة تولوز

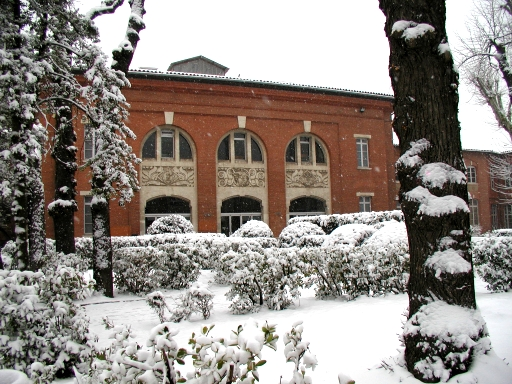
جانب من المباني القديمة لجامعة تولوز 1

جامعة تولوز (بالفرنسية: Université de Toulouse)‏ هي منظومة من الجامعات والمدارس العليا وغيرها من مؤسسات التعليم العالي والبحث العلمي، حملت الجامعة اسم "جامعة تولوز"، إحدى أقدم الجامعات الأوروبية نشأة، إذ أنشئت سنة 1229، واحتوت لاحقًا الجامعات الأحدث التي خلفت الجامعة الأم.

## تاريخ الجامعة
قام على إنشاء جامعة تولوز الكونت ريمون الصنجيلي، بموجب بنود معاهدة باريس المبرمة سنة 1229، والتي أنهت الحملة الصليبية على الكثار. وقد تعين على ريمون الصنجيلي ـ الذي اتُّهم بالتعاطف مع الهراطقة ـ تمويل تدريس علم اللاهوت بالجامعة، ثم أضيفت كليات أخرى (كالطب والحقوق) إلى الجامعة لاحقًا.
في سنة 1969 انقسمت جامعة تولوز إلى ثلاث جامعات وعدد كبير من مؤسسات التعليم العالي المتخصصة. وقد تأسست جامعة تولوز الحالية في 27 مارس 2007، وتضم أكثر من 100 ألف طالب وطالبة.

## الجامعات والمعاهد العليا المكونة لمنظومة جامعة تولوز
- جامعة تولوز 1 (كابيتول): وتختص بتدريس القانون والاقتصاد والإدارة.
- جامعة تولوز 2 (لوميراي): وتختص بتدريس الفنون والآداب والإنسانيات واللغات.
- جامعة تولوز 3 (بول ساباتييه): وتختص بتدريس العلوم والتقنية وعلوم الصحة.
- معهد البوليتكنيك الوطني في تولوز (بالفرنسية: Institut National Polytechnique de Toulouse – INPT)‏: ويختص بدراسة الهندسة.
  - المدرسة الزراعية الوطنية العليا بتولوز (بالفرنسية: École Nationale Supérieure Agronomique de Toulouse – INP-ENSAT)‏: وتختص بتدريس العلوم الزراعية.
  - المدرسة الوطنية العليا للتقنية الكهربية والإلكترونيات والمعلوماتية والهيدروليك والاتصالات (بالفرنسية: École Nationale Supérieure d’Électrotechnique, d’Électronique, d’Informatique, d’Hydraulique et des Télécommunications – INP-ENSEEIHT)‏: وتختص بتدريس الهندسة.
  - المدرسة الوطنية العليا لمهندسي الفنون الكيميائية والتكنولوجية (بالفرنسية: École Nationale Supérieure des Ingénieurs en Arts Chimiques et Technologiques – INP-ENSIACET)‏: وتختص بتدريس الهندسة.
  - المدرسة الوطنية للمهندسين في تارب (بالفرنسية: École Nationale d'Ingénieurs de Tarbes – INP-ENIT)‏: وتختص بتدريس الهندسة.
  - المدرسة الوطنية للأرصاد الجوية (بالفرنسية: École Nationale de Météorologie – INP-ENM)‏: وتختص بتدريس علم الأرصاد الجوية.
  - مدرسة المهندسين في بربان (بالفرنسية: École d'Ingénieurs de Purpan – INP-EI Purpan)‏: وتختص بتدريس الهندسة.
  - المدرسة البيطرية الوطنية في تولوز (بالفرنسية: École Nationale Vétérinaire de Toulouse – ENVT)‏: وتختص بتدريس الطب البيطري.
- المعهد الوطني للعلوم التطبيقية في تولوز (بالفرنسية: Institut National des Sciences Appliquées de Toulouse – INSA Toulouse)‏: ويختص بتدريس العلوم التطبيقية.
- المعهد العالي للملاحة الجوية والفضاء (بالفرنسية: Institut Supérieur de l'Aéronautique et de l'Espace – ISAE)‏: ويختص بتدريس الملاحة الجوية والفضاء.
- مركز جان فرانسوا شامبوليون الجامعي للتدريب والبحث (بالفرنسية: Centre Universitaire de Formation et de Recherche Jean-François Champollion – CUFR Champollion)‏: يقوم بتدريس عدة تخصصات علمية.
- مدرسة المناجم في ألبي-كارمو (بالفرنسية: École des Mines d'Albi-Carmaux – EMAC)‏: وتختص بدراسة الهندسة.
- المدرسة الوطنية للطيران المدني (بالفرنسية: École Nationale de l'Aviation Civile – ENAC)‏: وتختص بتدريس الطيران المدني.
- المدرسة الوطنية للتدريب الزراعي (بالفرنسية: École Nationale de Formation Agronomique – ENFA)‏: وتختص بتدريس العلوم الزراعية.
- المدرسة الوطنية العليا للعمارة في تولوز (بالفرنسية: École Nationale Supérieur d'Architecture de Toulouse – ENSA Toulouse)‏: وتختص بتدريس العمارة.
- مدرسة تولوز للأعمال.
- معهد الدراسات السياسية بتولوز (بالفرنسية: Institut d'études politiques de Toulouse – IEP/Sciences Po Toulouse)‏: ويختص بتدريس العلوم السياسية.
- المعهد الكاثوليكي للفنون والحرف بتولوز (بالفرنسية: Institut Catholique d'Arts et Métiers de Toulouse – ICAM Toulouse)‏: ويختص بتدريس الهندسة.

## مدارس الدكتوراه
تنضوي جميع مدارس الدكتوراه الخمسة عشر (بالفرنسية: Collège Doctoral de Site)‏ تحت مظلة قسم البحث ودراسات الدكتوراه بجامعة تولوز، وتستوعب هذه المدارس طاقة بحثية تصل إلى 4200 عالمًا، منهم 2400 أستاذًا، وتمنح هذه المدارس 800 شهادة دكتوراه سنويًا.

### في مجال العلوم التجريبية والعلوم والتقنية
- علم الأحياء وعلوم الصحة والتقنية الحيوية
- علوم البيئة والطب البيطري وعلوم الزراعة والهندسة الحيوية
- علوم الأرض والفيزياء الفلكية وعلوم الفضاء
- مدرسة تولوز للدكتوراه في الرياضيات والمعلوماتية وعلوم الاتصالات
- الهندسة الكهربية والإلكترونية والاتصالات
- النًظًم
- الفيزياء والكيمياء وعلوم المواد
- الميكانيكا وعلم الطاقة والهندسة المدنية وهندسة العمليات الصناعية
- الملاحة الجوية والملاحة الفضائية

### في مجال العلوم الإنسانية والعلوم الاجتماعية والإنسانيات
- السلوك واللغة والتعليم والتنشئة الاجتماعية والاستعراف
- الفنون والآداب واللغات والفلسفة والمعلومات والاتصالات
- الزمن والفضاءات والمجتمعات والثقافات
- العلوم القانونية والسياسية
- علوم الإدارة
- مدرسة تولوز للاقتصاد

## من مشاهير الأساتذة
- جان جوريس

## [3]من مشاهير الخريجين
- بول ساباتييه (5 نوفمير 1854 ـ 14 أغسطس 1941) عميد كلية العلوم بجامعة تولوز سنة 1905. حصل على جائزة نوبل في الكيمياء سنة 1912 مناصفة مع مواطنه فيكتور غرينيار.
- مارسيل داسو (22 يناير 1892 ـ 17 أبريل 1986): رجل أعمال ومصنّع طائرات فرنسي. تخرج في المعهد العالي للملاحة الجوية والفضاء بالجامعة سنة 1913.
- مصطفى كامل 1890 _ 1894 تخرج ولم يترافع في اي قضيه مدنيه ووهب نفسه لخدمه قضيه الاستقلال
- فينسنت أوريول أوريول رئيس فرنسي سابق في الجمهورية الرابعة الفرنسيه

## وصلات خارجية
- الموقع الرسمي لمنظومة جامعة تولوز